# Автономен товарен кораб
Автономният товарен кораб (АТК, на английски: Automated Transfer Vehicle или ATV) е непилотиран снабдителен кораб за еднократна употреба, разработен от Европейската космическа агенция (ЕКА). Предназначението му е да снабдява Международната космическа станция (МКС) с гориво, провизии и др. Той може също да издига станцията в по-висока орбита чрез двигателите си и да я задвижва при маневри за избягване на сблъсък с космически отпадъци.
От май 2008 до юли 2014 г. са изстреляни успешно 5 АТК – „Жул Верн“, „Йохан Кеплер“, „Едоардо Амалди“, „Алберт Айнщайн“ и „Жорж Льометър“, съгласно договор на ЕКА с доставчиците за производство корабите. На 2 април 2012 г. ЕКА обявява, че възнамерява да прекрати програмата след полета на петия АТК през 2014 г.
Европейската космическа агенция и EADS Astrium изучават нови разработки на АТК. ЕКА има договор с EADS Astrium за две изследвания за това как технологията на АТК може да бъде разработена за бъдещи космически мисии. Резултатите на изследванията е трябвало да бъдат представени към края на 2012 г.

## Роля
АТК се очаква да е основен преносител на материали (продукти, въздух, пропелант, оборудване и пр.) за МКС през периода на използването му. Основно пак на него ще се разчита за компенсиране на загубата на височина на станцията. (Поради триенето в остатъците от атмосфера, тя губи скорост, и респективно височина.) Също, докато е скачен към станцията, той може да служи като лаборатория за експерименти (в него може да бъде поставено лабораторно оборудване, и удобно могат да работят двама астронавти). Най-сетне, той ще отстранява от станцията натрупаните отпадъци (до 6,5 тона), които ще изгарят в атмосферата заедно с него над необитаван район на Тихия океан.
Със скачването към МКС на модулите „Кълъмбъс“ и „Кибо“ постоянният ѝ екипаж нараства до 6 души, а при посещения на кораби с екипаж – до 9 души. Също така през 2011 г. космическите совалки са „пенсионирани“, а новият американски космически кораб „Орион“ ще е готов най-рано през 2015 г. Това превръща руския „Союз“ в единствения кораб, способен да превозва хора до и от МКС. И докато за хората той може да поеме обслужването (с известно зачестяване на мисиите и известни ограничения), снабдяването на станцията с материали, продукти, въздух, гориво и всичко друго се очаква да страда сериозно – руският „Прогрес“ носи по-малко от 3 тона товар, а това далеч не е достатъчно. В доставките се включва и японският товарен кораб HTV, изстрелян за пръв път на 10 септември 2009 г., който обаче се планира (към първото му изстрелване) да лети само веднъж годишно. Най-сетне, смята се за полезно проект с размерите на МКС да може да бъде постоянно поддържан от поне 2 различни транспортни системи, за в случай на проблеми с едната. Всичко това налага използването на АТК.
За АТК се предвижда още една роля. По план, около 2020 г. МКС ще бъде „пенсионирана“, което включва деорбитирането ѝ. Към момента АТК е единственият космически кораб, който има достатъчни запаси от пропелант и мощност на двигателите, за да деорбитира контролирано 400-тонна станция.
Първоначално е било планирано изстрелванията на АТК да се извършват по веднъж на около 17 месеца; след това е предвиден график за около 2 години между първите два кораба, и след това по един полет годишно. Корабите ще остават скачени за станцията в продължение на около 6 месеца, като на интервали от 10 до 45 дни, според необходимостта, двигателите им ще се използват за коригиране на орбитата на МКС. Предвижда се изстрелването на общо 5 до 7 кораба АТК:
| # | Име              | Означение | Старт                         | Скачване                         | Разкачване                     | Край на полета                   | Резултат      |
| - | ---------------- | --------- | ----------------------------- | -------------------------------- | ------------------------------ | -------------------------------- | ------------- |
| 1 | „Жул Верн“       | ATV-001   | 9 март 2008 г. 4:03 UTC       | 3 април 2008 г. 14:45 UTC        | 5 септември 2008 г. 21:29 UTC  | 29 септември 2008 г. 13:31 UTC   | Успешна мисия |
| 2 | „Йохан Кеплер“   | ATV-002   | 16 февруари 2011 г. 21:51 UTC | 24 февруари 2011 г. 15:59:19 UTC | 20 юни 2011 г. 15:46 UTC       | 21 юни 2011 г. 20:44 UTC         | Успешна мисия |
| 3 | „Едоардо Амалди“ | ATV-003   | 23 март 2012 г. 04:34:12 UTC  | 28 март 2012 г. 22:51 UTC        | 28 септември 2012 г. 21:44 UTC | 2 октомври 2012 г. 19:36:14 UTC  | Успешна мисия |
| 4 | „Алберт Айнщайн“ | ATV-004   | 5 юни 2013 г. 21:52:11 UTC    | 15 юни 2013 г. 14:07 UTC         | 28 октомври 2013 г. 08:55 UTC  | 2 ноември 2013 г. 12:04 UTC      | Успешна мисия |
| 5 | „Жорж Льометър“  | ATV-005   | 29 юли 2014 г. 23:47:38 UTC   | 12 август 2014 г. 13:30 UTC      | 14 февруари 2015 г. 13:42 UTC  | 14 декември 2014 г. 02:33:36 UTC | Успешна мисия |

(Вижте също: .)

## Създаване

### Основни решения в процеса на създаването
Решението за разработването му е взето през октомври 1995 г. на среща на ръководството на ЕКА в Тулуза, Франция. Основният мотив е необходимостта да бъдат покривани разходите на ЕС по създаването на Международната космическа станция. (От момента на свързването към МКС на европейската лаборатория „Кълъмбъс“, ЕС се превръща в поддържащ партньор в програмата на станцията, и се налага да покрива 8,3% от разходите по поддръжката на МКС.) Възможностите са били две – или като ЕС поеме част от поддръжката по строежа и снабдяването на станциите, или като плати за това на САЩ или Русия. Избран е бил първият вариант – при него парите отиват в (европейски) компании, които ще разработят и построят системите за поддръжка и снабдяване.
През ноември 1998 г. е подписан договор за създаването на кораба между ЕКА и EADS Launch Vehicles (сега Astrium Space Transportation, клон на EADS Astrium), начело на консорциум от изпълнители. В консорциума участват повече от 30 други европейски фирми, а също така фирми от САЩ и Русия.
През юли 2004 г. ЕКА подписва договор с EADS Astrium за производството на първите 5 АТК.

### Техническа разработка и създаване на прототипи
През ноември 2001 г. в ESTEC – центърът на ЕКА за проби и изпитания в Нордвик, Холандия – е сглобен пробен модел на кораба в пълен размер, наречен Structural Thermal Model, който е използван за динамични и термални проби до септември 2002 г. (Товарният му отсек по-късно е преработен в тренировъчен модул в Европейския център за астронавти в Кьолн, Германия.)
В края на 2002 г. в завода на Astrium в Ле Мюро е инсталиран т.нар. Electrical Test Model, състоящ се предимно от окабеляването и системите за управление на АТК. Заедно с изпитателната си среда той е наричан Functional Simulation Facility (Система за функционална симулация).
Първият предвиден да полети кораб е сглобен през 2004 г. в завода на EADS Astrium в Бремен, и е наречен „Жул Верн“. Тъй като е полуекспериментален, той е прехвърлен след това в ESTEC за изпитания, продължили почти 3 години.
„Жул Верн“ е докаран през юли 2007 г. във Френска Гвиана, за подготвяне за изстрелване. Процедурата по одобряването му е успешно завършена на 5 октомври 2007 г., и ЕКА го приема в началото на 2008 г. На 9 март 2008 г. корабът е изстрелян, и след успешна мисия приключва съществуването си на 29 септември 2008 г. в атмосферата над Южния Тихи океан.
Корабът е проектиран така, че да може да продължи изпълнението на мисията си при единична повреда на почти който и да било негов елемент, и да осигури безопасността на работещ с или в него екипаж при двойна повреда.

### Финансиране
Разработката и строителството на кораба са изцяло финансирани от ЕКА, на принципа на „реципрочните ползи“ (фирмите на всяка страна-участничка получават поръчки на стойност колкото е финансовият принос на съответната страна в бюджета на изделието). Това дава на Германия около 50% (като цена) от производството на кораба.
Разработката и първият полет са стрували около 1,3 млрд. евро.. Следващите космически кораби се оценяват на около 300 млн. евро всеки, без да бъде включвана цената на самото изстрелване. По други данни, общо в АТК са вложени около 2.5 милиарда евро. Около 1.2 милиарда са използвани за създаването на кораба, а около 1.3 милиарда е стойността на договора за производство и изстрелване на първите 5 кораба.

## Производство
Цялостната отговорност за производството на АТК се носи от основния изпълнител EADS Astruim Space Transportation. Различните възли и системи на кораба се произвеждат от консорциум от около 30 подизпълнители.
- Елементите на отсека за системите за управление на полета се произвеждат в Барахас, Испания (структурни елементи), Лайден, Холандия (слънчеви панели), Ле Мюро, Франция (софтуер, части от системи и междинни изпитания), Тулуза (управляващи модули, цялостно сглобяване на отсека и изпитания).
- Елементите на отсека за двигателната система се произвеждат в Ламполдсхаузен, Германия (двигатели, елементи от горивната подсистема, частично сглобяване на горивната подсистема, зареждане с гориво) и Бремен, Германия (цялостно сглобяване на горивно-двигателната подсистема, сглобяване на отсека като цяло, интегрирането му с отсека на системите за управление на полета в сервизен модул, и цялостна интеграция на кораба)
- Модулът ИТП се произвежда от Thales Alenia Space в Торино, Италия. Структурни елементи за нехерметичния му отсек се произвеждат в Барахас, Испания.
- Системата за скачване „Курс“,[19] руски стандарт скачващ възел, система за прехвърляне на горивото и система за контрол на съответната руска апаратура, се доставят от Ракетно-космическа корпорация „Енергия“, по договор на стойност 40 милиона евро с Thales Alenia Space. (Договорът е бартерен, срещу системи за управление на полета, произвеждани в ЕС.)
- Четирите главни двигателя са произведени от американската фирма „Аероджет“

Модулът ИТП се сглобява в Торино, Италия. Отсекът на системите за управление на полета на АТК-001 („Жул Верн“) е сглобен в Ле Мюро; при следващите АТК той ще се сглобява в Бремен. Отсекът за двигателната система се сглобява също там, и се интегрира там с отсека на системите за управление на полета.
Корабът се транспортира по море от Ротердам до космодрума край Куру, Френска Гвиана, където се монтира на ракетата-носител.

## Параметри
По данни на EADS Astrium, параметрите на кораба са следните:
- Размери:
  - Дължина: 10,77 m със скачващ възел (при прибрано стъбло); 9,79 m без скачващ възел.
  - Външен диаметър: 4,48 m[20]
  - Херметичен обем: 46,5 m3 (16 m3 са обем на шкафове за товар)
  - Размах на слънчевите панели: 22,28 m
- Маса:
  - Маса, напълно празен: 10 470 kg
    - маса на товарния модул (ИТП): 5150 kg (по други данни – 5447,4 kg; възможно е разликата да е теглото на скачващия възел.)
    - маса на сервизния модул: 5320 kg

  - Максимална маса при изстрелване: 20 750 kg[20]
- Товар:
  - Общо товар: до 7667 kg[21]
  - Товар в херметичния модул („сух товар“): 5500 kg
  - Вода: 840 kg
  - Газове (азот, кислород, въздух): 100 kg
  - Пропелант за руския модул „Звезда“: 860 kg (АДМХ и двуазотен четириоксид)
  - Пропелант за орбитални корекции на МКС: 4600 kg (монометилхидразин и азотно-оксидна смес – MON 1,3)
  - Консумативи: 2613 kg пропелант и хелий (задължителни!)
  - Отпадъци, които може да носи след край на мисията: 6340 kg

| Мисия                    | Маса на товара, kg | Гориво за МКС, kg | Вода, kg | Газ, kg | Сух товар, kg | Обратен товар, kg | Дни в космоса | Корекции на орбитата | Препратки |
| ------------------------ | ------------------ | ----------------- | -------- | ------- | ------------- | ----------------- | ------------- | -------------------- | --------- |
| ATV-001 „Жул Верн“       | 4575               | 3235              | 285      | 20      | 1150          | 123               | 205           | 6                    | [ 22 ]    |
| ATV-002 „Йохан Кеплер“   | 7100               | 5605              | 0        | 100     | 1605          | 435               | 126           | 5                    | [ 22 ]    |
| ATV-003 „Едоардо Амалди“ | 6595               | 4206              | 285      | 100     | 2200          | 592               | 196           | 9                    | [ 22 ]    |
| ATV-004 „Алберт Айнщайн“ | 6590               | 3440              | 570      | 100     | 2489          | 1109              | 151           | 6                    | [ 22 ]    |
| ATV-005 „Жорж Льометър“  | 6616               | 2978              | 843      | 100     | 2695          | 124               | 129           | 7                    | [ 23 ]    |

## Устройство
Корабът се състои от два основни модула: заден – сервизен модул (СМ) и преден – интегрирана товарна платформа (ИТП). Първият е базисният модул на кораба, който ще бъде повече или по-малко същият при всички негови варианти; на жаргона на екипа често е наричан „корабът“ („the spaceship“). Предният е „надстройка“, която може да бъде заменена с друга при нужда. На предния край на ИТП е монтиран скачващият възел.
Целият кораб е покрит с бяло фолио, под което са разположени панели за защита от микрометеорити (изработени от алуминиеви слоеве с различна дебелина, разположени в структура тип „пчелна пита“), и термоизолационни слоеве от покрит със злато каптон.

### Сервизен модул (ATV Service Module)
Модулът е нехерметичен, цилиндричен. Дължината му е около 4 m, ширината – малко над 4 m.
През цялата му дължина, през средата, минава празен канал с ширина малко над 1 m. В него може да бъде поставен херметичен ръкав, и на задния край на АТК да бъде монтиран втори скачващ адаптер; така корабът ще може да се скачва към други кораби откъм и двата си края, и космонавтите да минават през него.

#### Отсек за системите за управление на полета
В предната част на АТК СМ се намира отсекът със системите за управление на полета. Представлява цилиндричен пръстен с диаметър 4,5 m и дължина 1,36 m. В десет специални касети, разположени по стената на пръстена, е монтирано управляващото оборудване на кораба – компютри, жироскопи, навигационни системи, комуникационно оборудване и др. Касетите са защитени от промените в температурата чрез специални топлопроводи. В тях има място и за допълнителни елементи – там например е монтирана руската система за управление на скачването „Курс“, чрез която се скачват към модула Звезда корабите Союз и Прогрес. Тя е резервен вариант за в случай, че двете основни системи за управление на скачването на АТК откажат.
Отвън на пръстена се намират четирите слънчеви панела. Всеки от тях се състои от четири секции, които при изстрелването са сгънати една върху друга. Всяка секция представлява многослоен пластмасов панел с размери 1,16 х 1,82 m и площ 2,1 m², подсилен с въглеродни влакна. Върху него са разположени галиево-арсенидни и високоефективни силициеви слънчеви клетки, които му придават металносин цвят. Общата площ на всеки панел е 8,4 m2, на всички панели заедно – 33,6 m2. Всеки панел е свързан към кораба чрез въртяща се ос, и се управлява самостоятелно така, че да заема най-благоприятно разположение спрямо Слънцето. Разгънати са 100 минути след изстрелването и придават на ATV характерната му Х-образна форма. Размахът им достига 22,3 m.
Средната мощност, която произвеждат панелите, е около 4800 W; след 6 месеца на орбита мощността може да спадне за сметка на излезли от строя елементи, но се планира да е не по-малко от 3600 W. Използва се за захранване на оборудването и за зареждане на акумулаторните батерии.
Докато корабът е в сянката на Земята, системите му се захранват от 40-амперчасови никел-кадмиеви акумулаторни батерии. Монтирани са и непрезареждащи се батерии, които осигуряват захранване при изстрелването, преди разтварянето на слънчевите панели, и при маневри за избягване на сблъсък, при които захранването трябва да е подсигурено дори ако другите захранващи системи откажат).
Максималната консумирана от оборудването мощност е около 900 W в „активно“ състояние, и около 400 W в „спящо“ (докато е скачен с МКС; тогава той се захранва от нея).
Генерираната от електрониката топлина се отвежда чрез тръби с променлива температурна проводимост към радиатори, разположени около отсека. Обикновено използвани за терморегулация на спътникова апаратура, тези тръби регулират температурата на електрониката, като променят количеството топлина, което се отвежда към радиаторите.

#### Отсек на системата за задвижване
Зад, и отчасти вътре в отсека със системите за управление на полета се намира отсекът със системата за задвижване и двигателите. АТК използва хиперголичен бипропелант – монометилхидразин за гориво и MON1.3 за окислител.
В отсека са разположени осем сферични резервоара за пропелант (по четири за гориво и окислител), с диаметър 1 m, изработени от титан. Разделени са на две четворки, една пред друга, всяка захваната за поддържаща пръстеновидна плоскост с четири големи (за резервоарите) и две по-малки (за допълнителни елементи) гнезда, разположени симетрично около централен отвор. Побират общо до около 6760 kg пропелант. Играят също ролята на конструктивни поддържащи елементи; предните резервоари служат и като уловители на мехурите, образувани при контакта на пропеланта с изтласкващия газ.
До резервоарите за пропелант са разположени два резервоара за хелий, изработени от въглеродни влакна. Хелият се използва за поддържане на налягане (20 атмосфери), което изтласква пропеланта към двигателите.
2613 kg пропелант и хелий са необходими за орбиталните маневри на АТК – издигане на орбита до станцията, скачване (резерв за поне 3 опита), отделяне и извеждане от орбита: това е минимумът, който винаги ще бъде зареждан в кораба. Останалите могат да бъдат използвани за корекции на орбитата на МКС или за други задачи на АТК, или да не бъдат заредени изцяло, за да се освободи възможност за доставяне на повече други товари.
На задната част на модула, близо до периферията на цилиндъра, са монтирани симетрично четирите главни двигателя. Всеки от тях има тяга 490 N, или 50 kg. Управлението им е гъвкаво: дори два (диагонално разположени) са достатъчни за почти всяка задача на АТК. Планиран е вариант на АТК СМ с 8 главни двигателя, разположени в 4 двойки на местата на сегашните единични двигатели.
Отстрани на модула, срещу всеки главен двигател, има блок с двигатели за ориентация – двигатели за контрол на ориентацията и посоката. Блокът е приблизително кубичен, и на него са разположени общо 5 двигателя: два обърнати напред, и по един обърнат назад и към двете страни. Докато обърнатите напред и назад двигатели са поставени под сравнително лек ъгъл към оста на движение и корпуса на кораба, обърнатите настрани са под ъгъл около 45°; така се подобрява съвместната им работа и гъвкавостта на насочването и завъртането около оста на кораба. Още по 2 на страна (общо осем) двигателя за контрол и ориентация са поставени отстрани в предната част на интегрираната товарна платформа до адаптера за скачване. Всеки от двигателите за ориентация има тяга 220 N; дори при пълно изключване на главните двигатели, ориентационните биха могли, с цената на малко повече разход на пропелант, да изпълнят основните задачи на АТК.
Двигателите са свързани в 4 подсистеми – A, B, C и D. Всяка подсистема се състои от 2 резервоара за гориво (1 за гориво и 1 за окислител), 1 главен двигател, 7 контролни двигателя, свързващите ги тръби и клапи, и 1 модул за управление.

### Интегрирана товарна платформа (Integrated Cargo Carrier)
Дели се на херметизиран и нехерметизиран (Външен отсек за екипировка) отсек, и носи припасите за снабдяване на станцията.
Модулът е базиран на италианския Многофункционален товарен модул (MPLP) – херметичен модул, използван като баржа за товари, които трябва да бъдат пренесени чрез товарен космически кораб и разтоварени в херметизирана среда. MPLP е летял на космическата совалка, и е свързван чрез американски скачващ възел към американския край на станцията; изваждането му от товарния отсек на совалката и скачването е извършвано чрез механичната ръка на МКС. (На същия модул е базиран и европейският модул на МКС – „Кълъмбъс“; всъщност ИТП използва някои и от неговите елементи.)

#### Нехерметичен отсек
На нехерметичния отсек се пада около 10% от обема на ИТП. Разположен е в задната част на модула, вътре в носещия елемент, който свързва АТК СМ с херметичния отсек на ИТП. Представлява пръстеновиден (средната му част, с ширина около 2 m, е празна) отсек за „течния“ товар. Съдържа 22 сферични резервоара с различни размери, боядисани в различни цветове. Десет от резервоарите носят полезен товар, останалите са спомагателни, или могат да бъдат монтирани допълнително:
- 3 резервоара, по 270 kg всеки (общо 840 kg) за вода за пиене
- 2 резервоара, по 50 kg всеки (общо 100 kg) за атмосферни газове (въздух, азот, кислород)
- 4 резервоара, общо 860 kg, пропелант за станцията (2 вида, подходящ за руския модул „Звезда“ – около 300 kg асиметричен диметилхидразин за гориво, и около 560 kg двуазотен четириоксид, за окислител).
  - Резервоарите за пропеланта, заедно със системата за прехвърлянето му в резервоарите на МКС – тръби, клапи, хардуер и софтуер – са произведени в Русия, и са точно копие на тези в корабите „Прогрес“.

Както и другите обеми на АТК, тези резервоари ще бъдат запълвани според нуждата, за да се спести капацитет за други товари.
След скачване с МКС съдържанието на резервоарите се прехвърля в нея. Пропелантът се прехвърля през тръби, свързани автоматично със скачването; питейната вода – по ръчно свързани маркучи; газовете за дишане (кислород, азот, въздух) просто се изпускат през клапа вътре в херметичния отсек на ИТП, и преминават оттам през люка в МКС.

#### Херметичен отсек
Дължината му е 6,2 m, широчината – 4,2 m. Носи „сухия“ товар за станцията и евентуално оборудване за км. В него могат да бъдат поставени до 8 стандартни стелажа, изградени от модулни алуминиеви елементи, всеки от които съдържа по 6 чекмеджета с размер на стандартен апаратурен блок. Отстрани на предната част на стелажите е инсталирана електрониката, която управлява руския възел за скачване.
Всяко от чекмеджетата може да съдържа апаратура или „насипен“ товар (по процедура товарите се поставят в тях задължително опаковани в надписани бели пластмасови торби). Предназначени са да бъдат изваждани от стелажа нацяло, и пренасяни през люка в станцията, където да бъдат отваряни и съдържанието им да бъде разпределяно на място.
Общото тегло на стелажите, чекмеджетата и съдържанието им е до 5500 kg.
Освен като товарен склад, херметичният отсек може да бъде използван и като работно място за експерименти, извършвани чрез монтирана на стелажите апаратура. Височината и ширината на празното пространство между шкафовете са малко над 2 m – достатъчно, за да могат двама космонавти да работят удобно.
Отсекът е оборудван със системи за контрол и поддръжка на херметичността и жизнената среда.

### Адаптер за скачване
Произведен е в Русия от РКК Енергия, като бартер срещу Система за управление на данните за руската част на МКС. Представлява активната част от Руска система за скачване. Тежи 235 kg. Предназначен е за скачване с руския модул Звезда, на който е монтирана пасивната част на системата. Дължината му е около 1 m, ширината в предната част около 1 m, и малко под 2 m в задната; отворът на люка му е с диаметър 80 cm. При включването си автоматично свързва електрически връзки и тръби за прехвърляне на гориво.
На и около адаптера са разположени 2 видеометъра, 2 телегониометъра, 2 уреда за следене на звездите (които са способни да разпознаят съзвездията и да се ориентират по тях), два визуални идентификатора (по тях екипажът на МКС следи приближаването на ATV) и 8 двигателя за управление (свързани по два към четирите системи за управление на двигателите на АТК СМ).
Функционално част от адаптера (макар и да е разположена физически в АТК СМ) е руската система за управление на скачването „Курс“.
На АТК може да се монтира също така адаптер американски образец, за да може да се скачва с МКС откъм американската страна на станцията.

## Система за автоматично ориентиране и скачване
Разработена е в ЕС. Това е втората в света система за безпилотно скачване в Космоса (след руската „Курс“) и първата способна да осъществи изцяло автоматично скачване. Това я прави подходяща за скачвания не само в околоземна орбита, но и при изследователски експедиции далеч от Земята (напр. в орбита около Луната или Марс). Предвижданата точност на позициониране на корабите при скачване е с отклонение не повече от 1,5 cm.

### Апаратура

#### Видеометър
Корабът носи общо 2 видеометъра, разположени върху предната част на ИТП, на 20 cm един от друг. Основният и резервният работят едновременно. Те са основният източник на информация за взаимното разположение на корабите при разстояние между тях под 249 m.
Употребата на видеометри изисква Слънцето да е под определен ъгъл към траекторията на приближаване на АТК към МКС. В противен случай слънчевите лъчи, отразени от ретрорефлекторите на модула Звезда, или от слънчевите панели на МКС, могат да попречат на работата на апарата.

#### Телегониометър
Също два, разположени върху предната част на ИТП; основният и резервният работят едновременно. Служат като резервен източник на информация за взаимното разположение на корабите, за в случай на отказ на двата видеометъра.

#### Апаратура за ориентиране по звездите
Видът на звездното небе, улавян от камери, се анализира от компютри. Те разпознават характерните съзвездия, и по тях определят ориентацията на кораба, и местонахождението му по орбитата му. По заложените в компютъра данни за орбитите на кораба и МКС се изчислява местонахождението на кораба спрямо МКС.

#### GPS връзка
Базирана е на стандартна GPS технология за определяне на позицията на кораба. При първите полети базира данните си на американската система GPS; предвидена е възможност при влизане в действие на европейската система „Галилео“ да използва данни и от нея, или само от нея. Данните от два GPS приемника се сравняват с данните от приемник на борда на МКС, предадени към АТК чрез пряка връзка, осъществявана чрез специално оборудване – Proximity Communication Equipment. На тяхна база се изчислява разстоянието между МКС и АТК, и взаимното им разположение.

#### Навигационна система „Курс“
Дублираща система, която би се използвала при отказ на останалите. Разработена в СССР, и използвана на корабите „Союз“ и „Прогрес“. Монтира се на тези АТК, които ще се скачат с МКС откъм страната на руския модул „Звезда“.
Определя местонахождението на АТК спрямо МКС на принципа на радара. Състои се от произвеждана в Украйна антена и модул с електроника, разположен в отсека за системите за управление на полета, в отсека за системите за управление на модула СМ.

#### Система за избягване на сблъскване
Позволява скачването да бъде прекъснато по ръчно подаден сигнал от командно табло, разположено в модула „Звезда“ на МКС, или от Центъра за управление на полета на АТК.
Могат да бъдат подадени 4 различни типа сигнали: HOLD (спира ATK на място), RETREAT (връща АТК на предишната точка от маршрута за скачване), ESCAPE (отпраща АТК на безопасно разстояние от МКС), и ABORT (както ESCAPE, но използва изцяло независима подсистема, която при активиране изключва останалите подсистеми на системата за автоматично скачване).

## Изстрелване и управление

### Управление
АТК се управлява от специализиран Център за управление на полета, разположен в Космическия център в Тулуза, Франция. Центърът носи отговорността за планирането и извършването на всички орбитални маневри и задачи пред АТК, от момента на отделянето на кораба от ракетата-носител, до изгарянето му в земната атмосфера. Центърът има пряка комуникационна линия с Центъра за контрол на „Колъмбъс“ в Оберпфафенхофен, Германия. ЦКК дава на ЦУП-АТК достъп до американската комуникационна мрежа TDRSS и до европейската Артемис, чрез които се извършва комуникацията с АТК и с МКС.
Скачването на кораба към МКС се координира с Центъра за управление на полетите в Москва, Русия (тъй като АТК се скачва към руския модул „Звезда“), и с Центъра за управление на полетите в Хюстън, САЩ (който носи цялостната отговорност за безопасността на станцията).
Доближаването на кораба до МКС и скачването с нея се извършва от изцяло автономна система за ориентация и скачване: Центърът за управление само дава разрешение за изпълнение на поредния етап.

### Изстрелване
Изстрелването на кораба се извършва от Гвианския космически център, чрез ракета-носител Ариана 5 ES ATV – специализиран вариант на Ариана 5. Основните разлики на Ариана 5 ES ATV от базовия модел са:
- свързването към ракетата се осъществява чрез специален цилиндричен адаптер с височина 2 m и диаметър 3,94 m.
- горната степен е модифицирана, за да може да бъде включена три вместо два пъти: при извеждането на кораба, при стабилизирането му на кръгова орбита (допълнително включване), и при деорбитирането си след отделяне от кораба.

Изстрелването се извършва от стартова площадка ELA-3 на космодрума, в посока североизток, съобразено с азимута от 51,4° на МКС.
Две минути след изстрелването твърдогоривните ускорители се отделят от ракетата. Още минута и половина по-късно се отстрелва предпазният капак, който покрива АТК при изстрелването. След още около две минути основната криогенна степен се отделя и пада в Атлантическия океан. Включва се горната степен – първоначално за 8 минути. След 45-минутна пауза тя се включва отново, този път за 40 секунди, за да стабилизира кораба на кръгова орбита. 4 минути по-късно АТК се отделя от нея. Една орбитална обиколка след отделянето на АТК горната степен се включва за трети път, над Австралия, за да навлезе в атмосферата и да изгори над необитаема част на Тихия океан.
Телеметричното проследяване на кораба се извършва първоначално от мястото на космодрума. След това щафетата поемат:
- кораб, разположен по средата на Атлантика
- мобилна станция на Азорските острови
- френски военноморски кораб в Брест
- станция на немска територия
- станция в Нова Зеландия

### Процедура по скачването
Процесът на скачване е разделен на етапи, всеки от които представлява достигане на определена точка от маршрута, на определено разстояние от МКС. Съгласно установената процедура, АТК трябва при достигане на точка да изчака в нея, докато не получи разрешение от Центъра за управление на полета за изпълнение на следващия етап. Точките и съответните им етапи са следните:
1. S-1/2 (39 km зад и 5 km по-ниско от станцията): Корабът изчаква инструкция за започване на скачването.
2. S0 (30 km зад и 5 km по-ниско от станцията): Етап на преднасочването
3. S1 (15.5 km зад и 5 km по-ниско от станцията): Насочването започва
4. S2 (3.5 km зад и 100 m по-високо от станцията): Приближаване чрез ориентиране по GPS. Активират се външните светлини и антената на „Курс“. На 500 м разстояние се включва видеосистемата на модула „Звезда“, и показва на екрана „Символ“ приближаването на АТК към МКС.
5. S3 (249 m зад станцията): Включват се видеометрите (като основен сензор) и телегониометрите; приближаването вече се води от тях. Скоростта на приближаване постепенно се забавя от 40 cm/s до 7 cm/s.
6. S4 (19 m зад станцията): Видеометрите преминават в режим на близък обхват. Извършва се маневра за ориентиране на кораба по оста на скачващия възел на „Звезда“.
7. S41 (11 m зад станцията): Последна точка преди непосредственото скачване
8. Скачване

## Перспективи за развитие
Към средата на 2008 г. в ЕКА текат две изследвания на възможностите за развитие на АТК. Едното е част от т.нар. Програма за общи проучвания (General Study Programme), и е започнато в началото на 2004 г. Другото (по-детайлното) се нарича „Кораб за връщане на товари“ (CARV, Cargo Return Vehicle), и е започнато през есента на 2004 г. Всички те използват базовия модул ATV СМ без особени промени, като модифицират или заменят надстройката му – модула ИТП.

### Изследване към Програмата за общи проучвания (General Study Programme)

#### Капсула за връщане на големи товари (Cargo Ascent and Return Vehicle, CARV)
(Разработван също под името Large Cargo Return Spacecraft.)
Този сценарий преценява възможността ИТП да бъде заменен от голяма капсула, която притежава термичен щит, и е способна да върне на Земята няколкостотин килограма или дори тонове образци и резултати от експерименти. Вероятно е тя да бъде базирана на успешно изстреляния през 1998 г. Демонстратор на атмосферно връщане (Atmospheric Re-entry Demonstrator, ARD).
Сценарият предвижда товароподемност на капсулата при изстрелване около 3 тона. (Възможно е тя да бъде увеличена, за сметка на предвиденото като резерв в сценария, и/или използване на по-мощен носител.) За изстрелване на кораба се предвижда да се използва носител Ариана-5, модификация ESC-A (към 2008 г. все още в процес на разработка; проектна товароподемност 20,5 тона). Тъй като се предвижда тя да се скачва откъм американската страна на МКС (която е предната, и се сблъсква с повече микрометеорити), животът на капсулата е предвиден на около 1 месец. Предимството на този вариант са по-големите люкове за скачване, които биха позволили пренасянето на цели шкафове по стандарта ISPR, което не е възможно през люковете по руски стандарт.

#### Кораб с екипаж (Crew Transport Vehicle)
По-сложна модификация на ИТП, която да го превърне в капсула, подобна на тази за връщане на товар. На първия етап се предвижда той да бъде използван като спасителна капсула за МКС, която да може при нужда да върне екипажа ѝ на Земята. На последващ етап вече се предвижда пълноценното му използване за извеждане в орбита на екипаж и връщането му.
Сценарият предвижда товароподемност на кораба около 2 тона. (Възможно е тя да бъде увеличена, за сметка на предвиденото като резерв в сценария, и/или използване на по-мощен носител.). Разгледани са варианти с 4-членен и 5-членен екипаж, плюс до 2.5 тона допълнителен товар. За изстрелване на кораба се предвижда да се използва носител Ариана-5, модификация ESC-B (към 2008 г. все още в процес на разработка; проектна товароподемност 23 тона, по други данни 27 тона). Животът на капсулата е предвиден на около 1 месец.

#### Нехерметичен носител на товари (Unpressurized Logistics Carrier)
Предназначен за извеждане в орбита на нехерметизирани товари, монтирани на специален олекотен товарен модул. Предвижда се те да бъдат поставяни на необходимото място на МКС чрез излизане на астронавти, или с механичната ръка на станцията.
При един от обсъжданите варианти товарите ще бъдат поставяни в т.нар. Express Palet – нехерметична структура, която придържа товара. ННТ е предвиден да носи до 2 такива палета. Алтернативно, по-големи или нестандартни модули могат да бъдат превозвани поотделно.
Общата товароподемност на кораба се прогнозира на около 10.5 тона, от тях около 2,5 тона поддържаща структура и около 8 тона товар. Предвижда се да бъде изстрелван чрез носител Ариана-5 ES ATV.

### Изследване „Кораб за връщане на товари“ (Cargo Return Vehicle)

#### Спасителен модул / свободно летяща лаборатория
АТК лесно може да бъде превърнат в неголяма лаборатория, безпилотна или с минимален екипаж. Поради много по-малката ѝ маса от тази на МКС, тя би предложила по-ниска микрогравитация. Би могла периодично да се скачва с МКС за презареждане и поддръжка.
Друга полезна роля на този вариант е възможността той да действа като спасително убежище за космонавтите при тежки аварии на МКС. Изцяло отделен и херметизиран, той би могъл да подслони обитателите на станцията за времето, докато спешна спасителна мисия бъде подготвена и изстреляна.

#### Връщане на малки товари (PARES)
Този вариант предвижда в модула ИТП или в срединния канал на СМ да се вгради неголяма капсула, която побира до 150 kg товар, отстрелва се от кораба при обратното навлизане в атмосферата, и е способна да приземи товара си.

#### Мини-космическа станция
С поставянето на втори скачващ възел АТК придобива способността за скачване на два или повече кораба, подобно на вагоните на влак. Поне единият от крайните скачващи възли спокойно би приел и кораб с екипаж. Този вариант би дал на ЕКА принципната възможност да достроява МКС по своя инициатива, или дори при нужда да построи собствена космическа станция.

#### Кораб за транспорт на експедиции (Exploration Transport Vehicle)
Този вариант е насочен към бъдещи сериозни изследователски програми. При него модифицираният АТК може да бъде използван за превоз към орбити около Луната или Марс на тонове товари, примерно космически телескопи или сродни им уреди, или планетарни кораби.

### Версия за транспорт на екипаж
На 14 май 2008 г. EADS Astrium и Германският аерокосмически център съобщиха, че ще обсъдят проект за създаване на базата на АТК на версия за транспорт на екипаж.. Корабът ще може да изстреля екипаж от трима души отвъд ниска околоземна орбита, и ще бъде по-просторен от руския Союз. Модел на кораба е показан на Международната аерокосмическа изложба в Берлин, 2008 г.. Ако проектът получи одобрението на ЕКА, ще бъде развит на два етапа:
- На първия етап ще бъде разработен кораб по схемата CARV – без екипаж, способен да върне на Земята товар от Космоса. Очаква се да бъде създаден към 2013 г. Ще остане в употреба дори ако по-нататъшното развитие на проекта бъде спряно. Ще бъде от полза както при поддръжката на МКС, така и при предлаганата съвместно с НАСА Мисия за връщане на проби от Марс. По данни на Astrium, бюджетът за този етап ще бъде „значително под 1 милиард евро“[26], [27] (по други изказвания на представители на Astruim – „около 300 милиона евро“).
- На втория етап корабът ще бъде адаптиран да транспортира хора. Това се очаква да отнеме 4 до 5 години, и да струва „от порядъка на 2 милиарда евро“, съгласно изказване на високопоставен представител на Astrium[28], [29].

ЕКА и EADS Astrium са ангажирани също и в програмата Космическа система за транспорт на екипажи, заедно с Японската агенция за аерокосмически изследвания и Федералната космическа агенция на Русия. Това създава вероятността един от двата проекта да бъде изоставен от ЕКА на някой етап.

### Еволюция на перспективите
Отначало слабото финансиране на ЕКА довежда до приоритет на PARES пред CARV. В крайна сметка обаче PARES не е представен от ЕКА за одобрение пред поредното събрание на ръководството ѝ, и е вероятно да бъде изоставен, може би в полза на сходната руска капсула Радуга.
Отначало е обсъждана възможността АТК да бъде изстрелван и чрез други носители освен Ариана-5, по-конкретно в рамките на американската Програма за комерсиални космически транспортни услуги. Междувременно обаче от НАСА вземат решение тя да е само американска.
На срещата на страните-членки на ЕКА и министри от ЕС на 25-26 ноември 2008 г. в Хага на ЕКА е обещан бюджет за разработване на варианта CARV, включително отчитане на техническите изисквания за преминаване на по-късен етап към CTV. (Решението за разработка на CTV ще бъде взето отделно, на по-късен етап.) Възможността за съвместна разработка с Русия или трети страни също не е отхвърлена. По информация от края на 2008 г., ЕКА е започнала активна разработка на варианта CARV.

## Любопитно
- Ръководствата за експлоатация на АТК са 9 тома общо ръководство, и 19 тома описания на различните подсистеми.